# 鄒洪

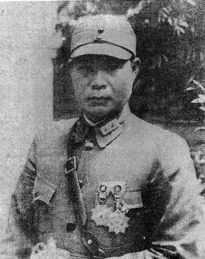
鄒洪著軍裝照，約1940年代。

鄒洪（1897年4月3日—1945年4月16日），名若虛，原名德寶，台灣新竹縣芎林鄉鹿寮坑（華龍村）客家人，中華民國將領。因抗日戰功彪炳，被譽為「常勝將軍」，生前受中華民國政府頒發四等雲麾勳章及寶鼎勳章，死後追封為陸軍上將，為第一位台籍上將，屬於半唐山。

## 簡歷
生於台灣日治時期明治30年（1897年），祖籍廣東省嘉應州長樂縣華陽鎮，高祖父于道光年間遷居至台灣新竹地區，遷台迄鄒洪已屆五代，其長兄鄒薌谿長於鄒洪九歲，日治初期留學大阪工業專門學校，乘回台灣省觀之便，一併將鄒洪帶到日本內地求學，1909年後隨長兄鄒薌谿潛赴上海，而後鄒洪考入江蘇省第五中學讀書，並在1919年考入保定軍官學校第八期砲兵科肄業，與陳誠、羅卓英成為同學。
1922年畢業，歷任陸軍第二師排連長。
1924年出任第四師參謀，其在北伐期間參與了長衡、南溥、武漢、邸城、臨穎等諸戰役。依次擢升為團附、營長、團長、參謀長。
1928年山東濟南發生「五三慘案」鄒洪身歷其境，切齒痛恨，感觸特別激烈。1929年十一月蔣桂戰爭時期，調升第十一師少將參謀長。
1932年參加江西剿共之役，率四十三師駐守樂安防區與共軍周旋。鄒洪也因戰功升為第四十三師中將師長。
1936年調任粵漢鐵路警備司令，再任廣東省保安處長，任職保安處長期間，兼任廣東省學校集訓總隊長。
1939年10月，任暂編第二軍軍長，守備西江及於北江、英德、翁源等地抵禦敵寇。又在蘆苞、四邑之役大挫日軍。
1941年2月5日，日本海軍大將大角岑生準備赴海南島就任南太平洋艦隊司令官，因飛機引擎發生故障，折返珠江口西岸之際，被廣東游擊部隊以密集機槍火力掃射。大角岑生座機在彈雨中墜落黃楊山，當場斃命。鄒洪因小學在日本生活數年日語流利，從飛機殘骸所搜出之日軍絕密文件中，鄒洪解讀獲悉日本準備大舉南進，並預備全面發動太平洋戰爭。於是上呈中央，轉致美國，惜因美國不認為當時中國政府有能力蒐集高階情報，對中國提供之情報漫不經心，終至發生偷襲珍珠港的慘重損失，嗣後美國方對我國政府提供的軍事情報，才一改輕蔑態度另眼相待。
1941年九月底日本阿南惟幾第十一軍，想要打通粵漢鐵路之南北走廊，急攻長沙，鄒洪奉薛岳上將令馳援友軍，與敵軍大戰於株洲市，並擊潰日本。此次勝利史稱第二次長沙大捷。鄒洪奉命留備。兼任長沙警備司令，而後日軍進犯長沙被我軍大破之，是為第三次長沙大捷。三次長沙大捷之後，蔣介石親臨衡山召開軍事會議嘉勉有功將領，擢升為第卅五集團軍副總司令、頒四等雲麾勳章，繼續在粵地抗敵。 
1945年1月任命為粵桂邊區總指揮。1945年4月16日以勞瘁致疾，葬於粵北陽山縣城郊。1954年3月蔣介石於新竹公園飭建「鄒洪上將紀念碑」，親頒「忠勇 聿昭」輓辭。由考試院副院長賈景德先生題詞，羅卓英上將撰述生平。

## 家族
鄒洪七弟鄒滌之，小鄒洪九歲，曾在上海習無線電並參與抗戰，勝利後出任廣東省政府參議：1947年夏返回台灣。1957年當選第三屆民選新竹縣縣長，1972年再次當選增額國民大會代表，於僑務工作貢獻卓著。八弟鄒清之，小鄒洪十一歲。中央大學畢業。曾任少將參議。臺灣省政府委員、民政廳長，對推展台灣老年福利事業：亦多所建樹。鄒洪上將夫人為江蘇常州人，共同育有三子：鄒國統育有一女鄒容現於武漢、鄒國經育有一女於美國、鄒國綸育有一子鄒俊傑攝影師於香港，另有三女。
近年芎林鄒氏宗親回廣東懇親。當地仍有鄒洪紀念學校。

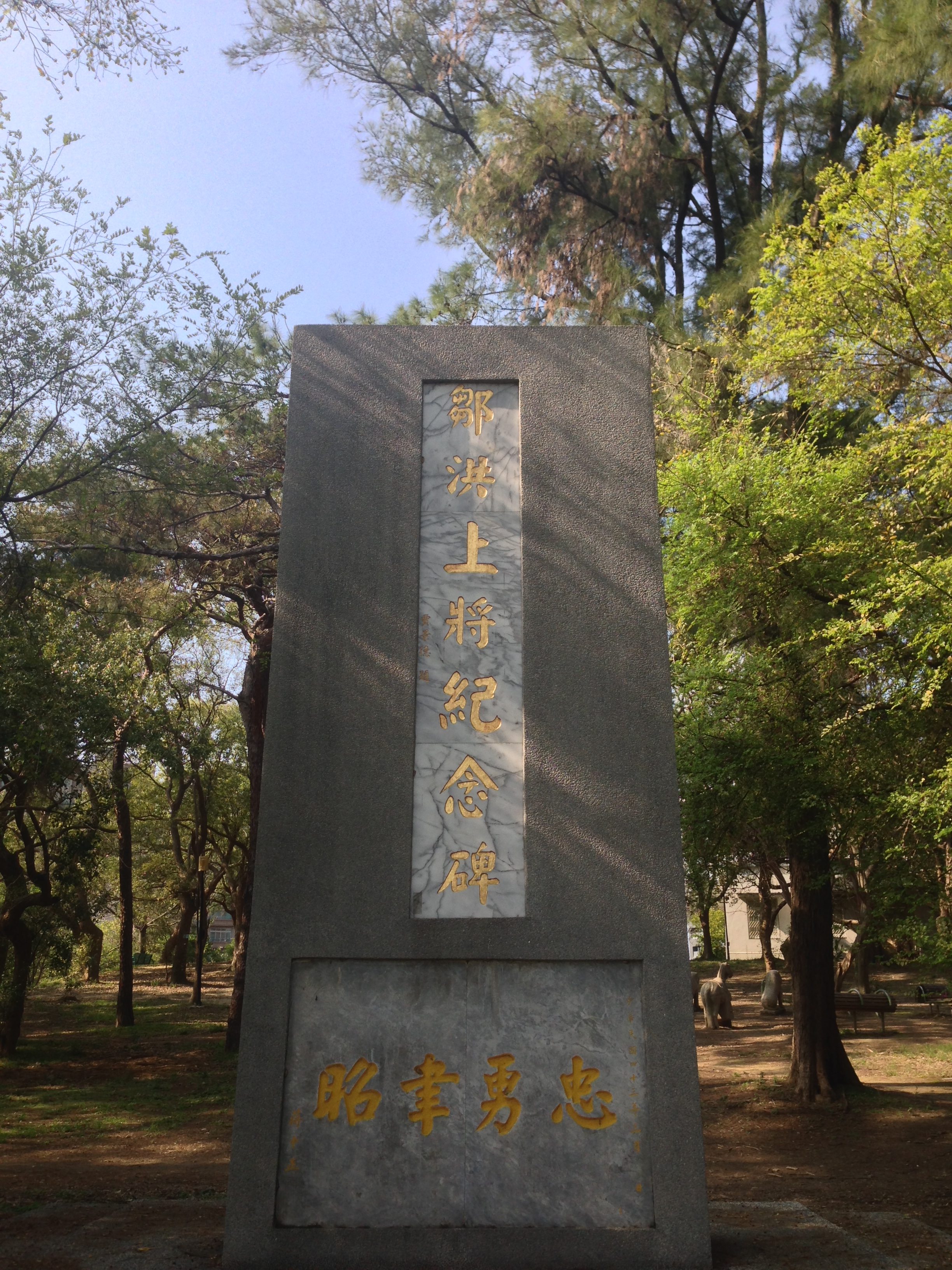
鄒洪上將紀念碑

中華民國團結自強協會會員百餘人由理事長張京育率領，2002年12月9日前往新竹市立動物園向鄒洪上將紀念碑致敬，新竹市副市長陳清和、中國國民黨新竹市黨部主委暨國立清華大學教授周卓輝、新竹縣芎林鄉鄉長林政良、新竹縣鄒氏宗親會理事長鄒源淦、家屬代表鄒慶榮等共同與祭。

## 參看
- 蘇紹文
- 陳金水 (上校)
- 黃國書 (中國國民黨)